# هواکش زیردریایی

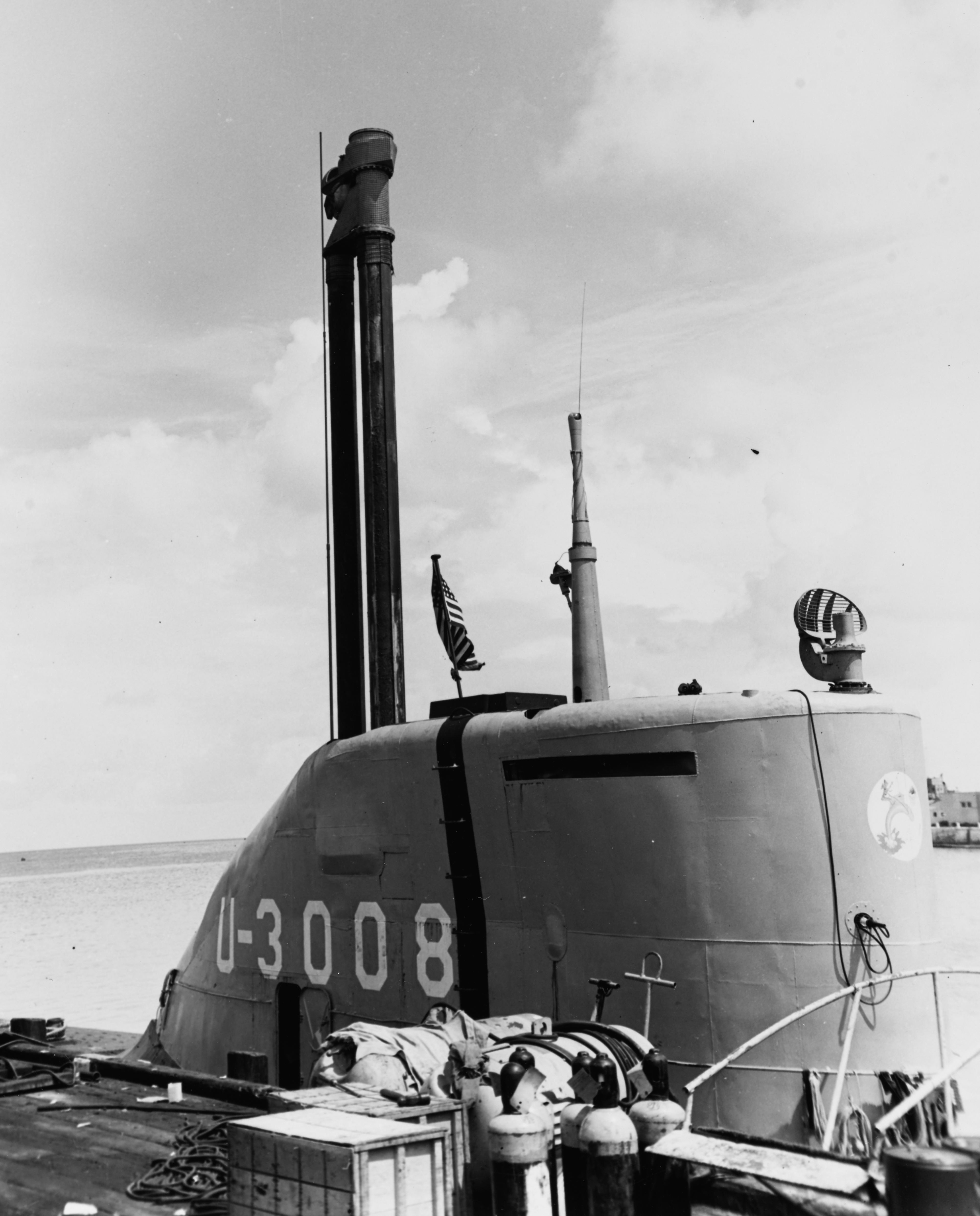
زیردریایی یو-۳۰۰۸ که هواکش آن بالا آمده است.

هواکش زیردریایی (به انگلیسی: Submarine snorkel) وسیله‌ای است که به زیردریایی اجازه می‌دهد هنگام عملیات در محیط زیر آب نیز بتواند اکسیژن را از سطح آب دریافت کند. این ایده به صورت اجرایی توسط مهندسین هلندی انجام شد که پس از اشغال این کشور توسط آلمان در جنگ جهانی دوم زیردریایی‌های آلمانی نیز به آن مجهز شدند.

## تاریخچه
تا پیش از ظهور زیردریایی هسته‌ای زیردریایی‌ها به علت توان محدود حرکت و عملیات به صورتی ساخته می‌شدند که بیشتر مدت را روی آب قرار داشتند و فقط هنگام خطر به زیر آب می‌رفتند. یکی از محدودیت‌های اصلی که باعث می‌شد زیردریایی نتواند مدت زیادی زیر آب بماند مسئله اکسیژن مورد نیاز برای احتراق موتورهای گازوئیلی بود.
راه‌حل‌های مختلفی برای ساخت نوعی از هواکش که بتواند در هنگام عملیات زیرآب اکسیژن را به زیردریایی‌ها برساند از هنگام جنگ جهانی اول مدنظر بود. نخستین طرح پیشنهادی که در سال ۱۹۱۶ میلادی در بریتانیا ثبت اختراع شده است توسط جیمز ریچاردسون در شرکت مهندسی و کشتی‌سازی اسکاتلند بود اما این طرح به صورت عملی توسط دریاسالاری بریتانیا و نیروی دریایی پادشاهی بریتانیا به کار گرفته نشد.
در نیروی دریایی سلطنتی ایتالیا نیز آزمایش‌هایی جهت نصب لوله هواکش روی زیردریایی‌های نمونه در سال ۱۹۲۶ انجام شد که ادامه نیافت.
نیروی دریایی سلطنتی هلند در سال ۱۹۳۸ میلادی به کمک یک مهندس با نام جان جاکوب ویشر نصب لوله‌هایی که اجازه می‌داد زیردریایی‌ها در زیرآب بتوانند موتورهای دیزلی را روشن کرده و باتری‌ها را شارژ کنند آغاز کرد.
با اشغال هلند در سال ۱۹۴۰ میلادی توسط آلمان نازی بعضی از زیردریایی‌های هلندی که مجهز به این هواکش‌ها بودند به دست آلمانی‌ها افتادند اما کریگس‌مارینه در ابتدا علاقه‌ای به مفهوم هواکش نشان نداد. با این حال هنگامی که در سال ۱۹۴۳ میلادی تلفات زیردریایی‌های آلمانی افزایش یافت آن‌ها نیز به مفهوم هواکش علاقه‌مند شدند تا بتوانند زیردریایی‌هایشان را مدت بیشتری زیر آب نگه دارند. طرح هواکش ارائه شده توسط هلندی‌ها از آن سال در تولید انواع جدید او-بوت نوع ۷، او-بوت نوع ۹ و طراحی زیردریایی‌های جدید او-بوت نوع ۲۱ و او-بوت نوع ۲۳ به کار گرفته شد.

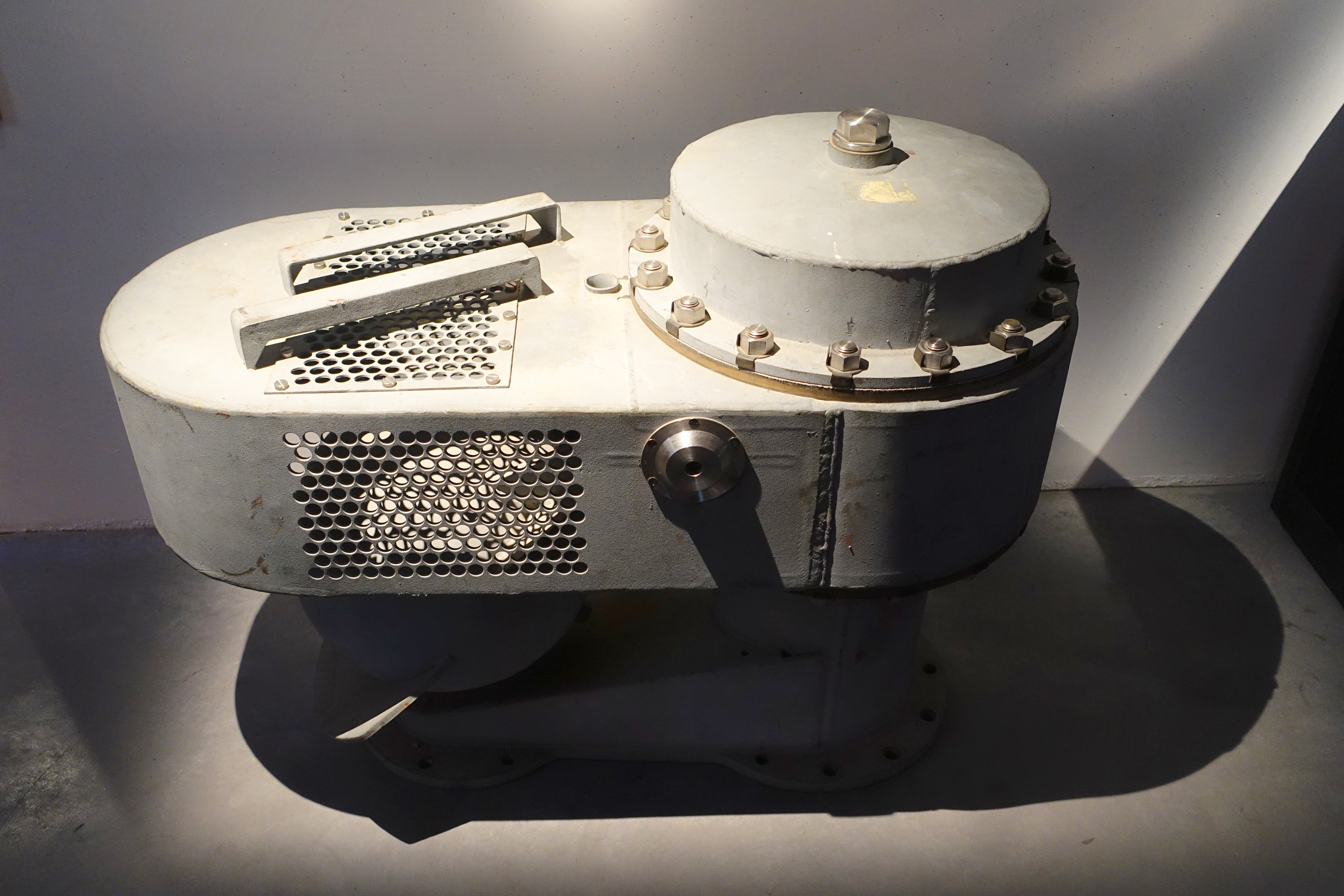
سری یک هواکش زیردریایی آلمانی که در پایان جنگ جهانی دوم توسط آلمانی‌ها غرق شد تا به دست دشمن نیفتد اما نیروی دریای سوئد توانست آن را بازیابی کرد و برای استفاده از زیردریایی‌های خود مورد بررسی قرار دهد.

## محدودیت‌های عملیاتی
هواکش با وجود آنکه به زیردریایی‌ها کمک می‌کرد تا بتوانند در زیرآب نیز موتورهای دیزلی خود را روشن کنند اما محدودیت‌هایی نیز به وجود می‌آورد. وقتی که هواکش به سطح آب فرستاده می‌شد سرعت زیردریایی باید به شش گره دریایی کاهش می‌یافت تا به هواکش آسیبی نرسد و همچنین وقتی که موتورهای دیزلی در زیر آب روشن می‌شدند دیگر هیدروفون زیردریایی قابل استفاده نبود.
مهم‌ترین مشکل هواکش‌ها اما خطر به وجود آوردن خلأ در زیردریایی بود زیرا هواکش‌های نخستین از نوعی سیفون استفاده می‌کردند تا از ورود احتمالی آب دریا به درون موتور جلوگیری کنند اما در موارد که دریا مواج بود این طراحی مشکل پیدا می‌کرد و با مسدود شدن هواکش، موتور دیزلی به ناگهان هوای درون زیردریایی را می‌کشید. این اتفاق باعث فشار شدید ناگهانی به خدمه و حتی پارگی پرده گوش می‌شد. به علاوه اینکه در این حالت فشار اتمسفری موجب می‌شد هواکش به صورت کامل قفل شود و زیردریایی راهی به جز خاموش کردن موتورهای دیزلی و آمدن به سطح آب نداشت.
همچنین از آنجایی که دود حاصل از احتراق موتور نیز از این هواکش خارج می‌شد خط دود حاصل شده از فاصله ۴٫۵ کیلومتری قابل رویت بود. همچنین موج حاصل از حرکت این هواکش در روی آب در هنگامی که دریا آرام بود قابل مشاهده بود به علاوه که کشتی‌های متفقین با استفاده از رادار می‌توانستند از فاصله ۸۰۰ متری هواکش یا پریسکوپی که روی آب وجود داشت را ردزنی کنند.